# Alpy Japońskie
Alpy Japońskie (jap. 日本アルプス Nihon Arupusu) – wspólna nazwa dla trzech łańcuchów górskich w Japonii, rozciągających się równolegle wobec siebie, południkowo, w środkowej części wyspy Honsiu. 

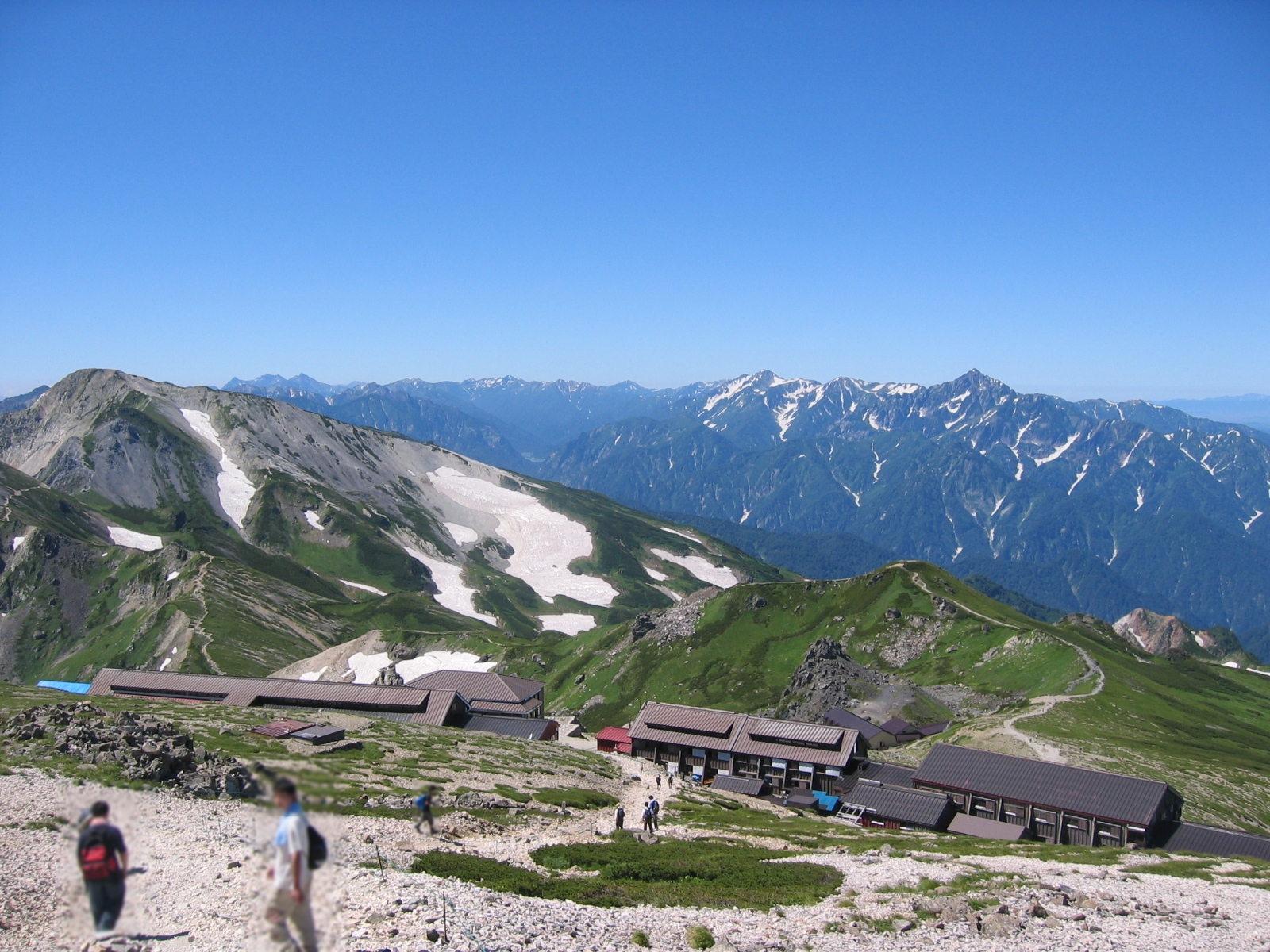
Alpy Północne widziane z góry Hakuba (lub Shirouma, 2932 m)

Mają one kilkanaście szczytów o wysokości przekraczającej 3 000 m. Najwyższe są szczyty Kita (3193 m n.p.m.) i Hotaka (3190 m n.p.m.)

## Pasma górskie
- góry Hida (jap. 飛騨山脈 Hida-sanmyaku) lub Alpy Północne, najwyższy szczyt: Hodaka-dake (穂高岳) – 3190 m n.p.m.; leżą w prefekturach Nagano, Toyama i Gifu. Niewielka część łańcucha leży w prefekturze Niigata;
- góry Kiso (jap. 木曽山脈 Kiso-sanmyaku) lub Alpy Centralne, najwyższy szczyt: Kiso Koma-ga-take (木曾駒ヶ岳) – 2956 m n.p.m.; leżą w prefekturach Nagano i Gifu;
- góry Akaishi (jap. 赤石山脈 Akaishi-sanmyaku) lub Alpy Południowe, najwyższy szczyt: Kita-dake (北岳) – 3193 m n.p.m.; położone są w prefekturach Nagano, Yamanashi i Shizuoka.

## Nazwa
Nazwa Alpy Japońskie została nadana przez Williama Gowlanda, zwanego ojcem japońskiej archeologii i później spopularyzowana przez wielebnego Waltera Westona (1861–1940), angielskiego misjonarza, którego tablica pamiątkowa znajduje się w dolinie Kamikochi. Pierwotnie Gowland nazwał tak jedynie góry Hida, później nazwa została rozciągnięta na pozostałe dwa pasma.

## Krajobraz
Alpy Japońskie zostały sfałdowane w orogenezie alpejskiej. Znajdują się tam czynne wulkany: Ontake-san (3067 m n.p.m.; ostatnia erupcja – 1980) i Norikura-dake. Góry porastają lasy bukowo-dębowe i iglaste.
Wulkan Ontake (3067 m n.p.m.) jest drugim co do wielkości wulkanem Japonii.